# Fleuve de sang
Fleuve de sang : histoire d'une vendetta corse, est un livre écrit en 1898 par Jean-Baptiste Marcaggi, réédité en 1912, puis en 2003 aux éditions Lacour-Ollé, 344 pages.
L'édition initiale reprenait les prénoms et patronymes réels des acteurs des différents drames relatés.
La pression des familles aurait amené l'auteur à sortir une nouvelle édition en 1912 faisant évoluer les histoires et personnages.
En revanche, la réédition de 2003 est une version photocopiée de l'originale.

## Résumé
Au milieu du XIXe siècle, le village de Marignana fut le théâtre d'une vendetta particulièrement sanglante. Opposant d'abord familles GRIMALDI et ANTONINI puis MASSONI-GRIMALDI et DURILI. Le personnage principal du livre étant le bandit Pierre Jean MASSONI.